# Suzana Zisi
Suzana Zisi (ur. w 1967 we Wlorze) – albańska poetka.

## Życiorys
W 1990 ukończyła studia z zakresu języka i literatury albańskiej na Uniwersytecie w Elbasanie. Pierwsze utwory publikowała w czasopismach literackich. W 2004 ukazał się jej pierwszy tomik poetycki E bardha ështe pak, który rok później uzyskał nominację do nagrody Złotego Pióra, najbardziej prestiżowej nagrody literackiej w Albanii. W 2006 Zisi wydała tomik Imazhet kanë ftohtë, z przedmową Agima Vincy. Poezja Suzany Zisi została dostrzeżona przez greckie wydawnictwo Odysseas, które w 2009 opublikowało pierwszy tomik poetki w języku greckim Στις ερημους της ςτωπης (W pustyni milczenia), w tłumaczeniu poety Niko Kacalidhy. Utwory Zisi ukazały się także we francuskim czasopiśmie literackim Le capital des mots.
Poetka mieszka w Gjirokastrze i wykłada na Uniwersytecie Eqrema Çabeja.

## Tomiki poezji
- 2004: E bardha ështe pak
- 2006: Imazhet kanë ftohtë
- 2009: Στις ερημους της ςτωπης
- 2011: Te jesh.. fjale